# (3743) Pauljaniczek
(3743) Pauljaniczek est un astéroïde de la ceinture principale.

## Description
(3743) Pauljaniczek est un astéroïde de la ceinture principale. Il fut découvert le 10 mars 1983 à la station Anderson Mesa par Ewan Barr. Il présente une orbite caractérisée par un demi-grand axe de 2,20 UA, une excentricité de 0,15 et une inclinaison de 3,3° par rapport à l'écliptique.

## Compléments